# Oudom Khattigna
Oudom Khattigna (tiếng Lào: ອຸດົມ ຂັດຕິຍະ; 3 tháng 3 năm 1931 - 9 tháng 12 năm 1999) là Phó Chủ tịch nước thứ hai của Lào từ năm 1998 đến năm 1999. Ông từ trần khi đang đương nhiệm.